# Copa Cámara de Diputados de Argentina
La Copa Cámara de Diputados de Argentina fue un torneo futbolístico de selecciones disputado exclusivamente entre Argentina y Uruguay. La única edición fue realizada el 16 de junio de 1929.

## Primera y única edición
. 1929:  Argentina 2-0  Uruguay
.16 de junio
 

. Buenos Aires 

Campeón Copa Cámara de Diputados 